# Turčianske Kľačany
Turčianske Kľačany jsou obec na Slovensku v okrese Martin. Žije v nich přibližně 1 100 obyvatel. Leží na úpatí jižních svahů Malé Fatry na pravé straně řeky Váh.

## Historie
První písemná zmínka o vesnici pochází z roku 1374.

## Přírodní poměry
Rozloha katastrálního území je 1221 hektarů. Zasahuje do něj část národní přírodní rezervace Kľačianska Magura.